# 펠리노 CB7
펠리노 CB7(영어: Felino CB7)은 펠리노 카스에서 2016년부터 생산 중인 스포츠카이다.

## 펠리노 CB7
2014년 몬트리올 국제 오토 쇼에서 공개되었다.
가격은 미화 275,000 달러이다.

### 미디어
cB7은 아스팔트 8: 에어본, 아스팔트 니트로, 스피드 레이싱 얼티밋의 세 가지 게임에 등장하였다.

## 펠리노 CB7R
6.2L V8 엔진의 경우 엔진 출력이 525 hp (391 kW; 532 PS) 및 486 lb·ft (659 N·m)로 증가한 도로 전용으로 설계된 cB7의 제한된 모델이다. 7.0L 엔진 버전의 경우 (522kW, 710PS) 및 580 lb·ft (786 N·m)로 업그레이드 되었다. 생산 댓수는 10대로 제한된다.